# Heimatmuseum Münstermaifeld

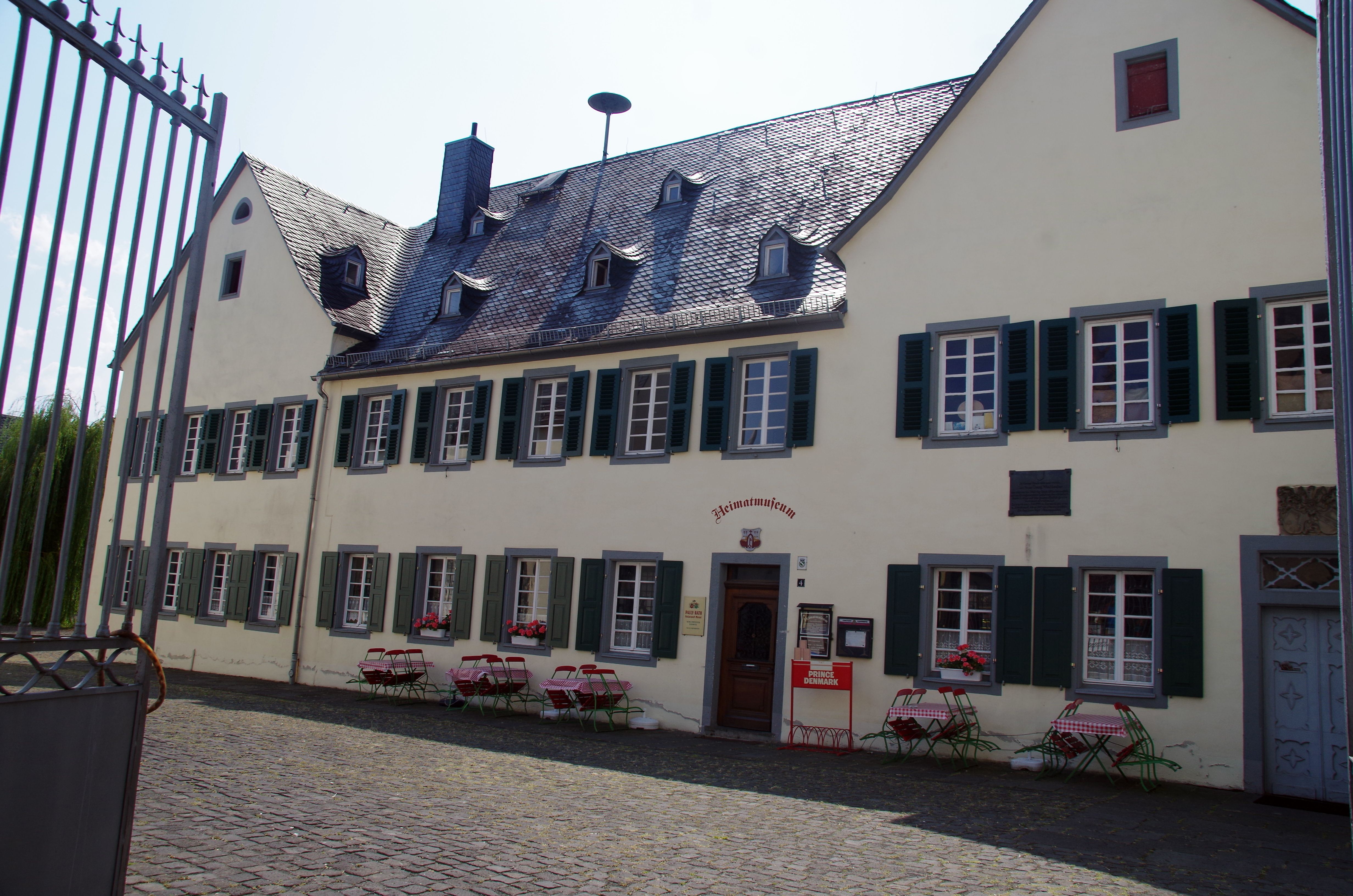
Das Heimatmuseum Münstermaifeld im Jahr 2019

Das Heimatmuseum- und Erlebnismuseum Münstermaifeld ist ein Regionalmuseum in Münstermaifeld. 
Das Museum in den Räumlichkeiten der alten Propstei (und in verschiedenen weiteren Räumlichkeiten in der Stadt) präsentiert 24 historische Läden und 14 Handwerksbetriebe. Die Objekte und Ausstellungsstücke, die überwiegend aus Münstermaifeld oder der näheren Umgebung stammen, dokumentieren eine Zeitspanne von 1900 bis etwa 1950/1960.
Ausgestellt ist ein Kolonialwaren-, ein Tabak-,  ein Damenhut- und ein Bäckereiladen, ein Friseursalon, ein Schreibwarengeschäft, eine Drogerie mit Dunkelkammer, eine Maler-, eine Stellmacher- und eine Schusterwerkstatt, eine Sattlerei, eine Schneiderei und eine Polsterei, außerdem eine Schulklasse und ein Schützenraum.
Seit einer Vergrößerung im September 2015 gilt das Museum als größtes Ladenmuseum Deutschlands.
Das Museum ist von April bis Ende Oktober Mittwoch bis Sonntag und an Feiertagen geöffnet. Mit einer Führung können die nicht in der Propstei untergebrachten Läden besichtigt werden. Wilhelm Kirchesch sammelte die Objekte und richtete die Präsentation aus.  